# Truncatellina atomus
Truncatellina atomus é uma espécie de gastrópode  da família Vertiginidae.
É endémica de Canárias.